# Weißenbach (Neunkirchen am Sand)
Weißenbach ist ein Gemeindeteil von Neunkirchen am Sand im Landkreis Nürnberger Land (Mittelfranken, Bayern). Weißenbach liegt in der Gemarkung Kersbach.

## Geografie
Das Dorf befindet sich etwa vier Kilometer ostnordöstlich von Neunkirchen und liegt auf einer Höhe von 440 m ü. NHN. Die Anbindung an das öffentliche Straßennetz wird hauptsächlich durch eine Gemeindestraße hergestellt, die von Weißenbach aus zu dem 75 Höhenmeter tiefer gelegenen Kersbach hinabführt.

## Geschichte
Durch die zu Beginn des 19. Jahrhunderts im Königreich Bayern durchgeführten Verwaltungsreformen wurde der Ort mit dem zweiten Gemeindeedikt zu einem Bestandteil der Ruralgemeinde Kersbach. Im Zuge der Gebietsreform in Bayern wurde Weißenbach zusammen mit Kersbach 1972 in die Gemeinde Neunkirchen eingegliedert.

## Persönlichkeiten
- Hans Scheuerer (* 1949), Fußballschiedsrichter und Verbandsfunktionär